# Lycianthes peranomala
Lycianthes peranomala är en potatisväxtart som först beskrevs av Herbert Fuller Wernham och Henry Nicholas Ridley, och fick sitt nu gällande namn av Anthony R. Bean. Lycianthes peranomala ingår i Himmelsögonsläktet som ingår i familjen potatisväxter. Inga underarter finns listade i Catalogue of Life.